# Saint-Julien-de-Briola
Saint-Julien-de-Briola (okzitanisch: Sant Julian) ist eine Gemeinde mit 80 Einwohnern (Stand: 1. Januar 2022) im Westen des Départements Aude in der südfranzösischen Region Okzitanien (vor 2016: Languedoc-Roussillon). Die Gemeinde gehört zum Arrondissement Carcassonne und zum Kanton La Piège au Razès. Die Einwohner werden Saint-Julions genannt.

## Lage
Saint-Julien-de-Briola liegt etwa 40 Kilometer westsüdwestlich von Carcassonne. Der Vixiège begrenzt die Gemeinde im Nordosten. Umgeben wird Saint-Julien-de-Briola von den Nachbargemeinden Cazalrenoux im Norden, Orsans im Osten, Saint-Gaudéric im Süden, Plavilla im Südwesten und Westen sowie Ribouisse im Westen und Nordwesten.

## Bevölkerungsentwicklung

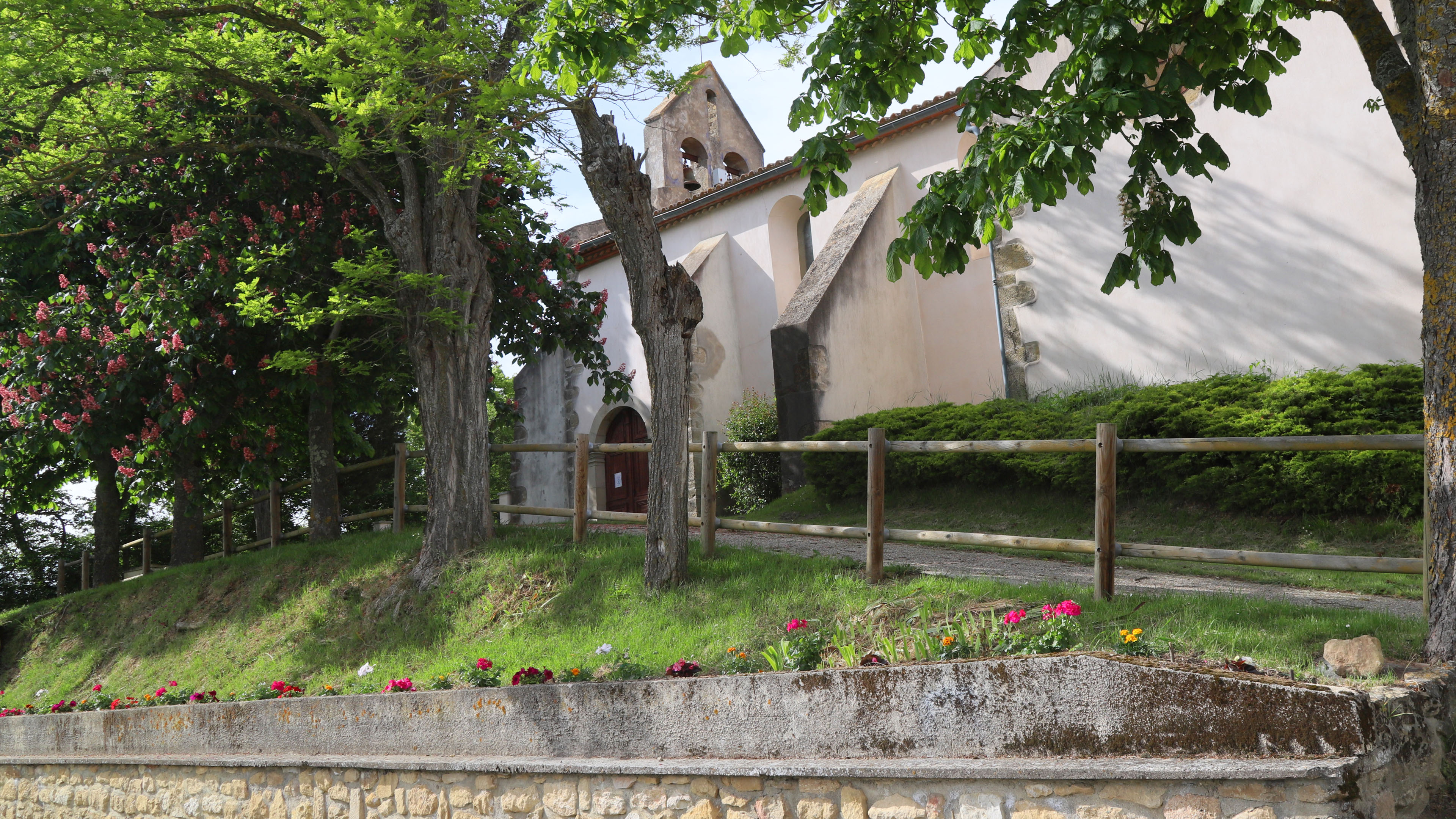
Kirche Saint-Julien

| Jahr                       | 1962 | 1968 | 1975 | 1982 | 1990 | 1999 | 2006 | 2019 |
| Einwohner                  | 95   | 108  | 72   | 69   | 79   | 75   | 80   | 88   |
| Quellen: Cassini und INSEE |      |      |      |      |      |      |      |      |